# Brügg
Brügg és un municipi amb 4000 habitants del cantó de Berna (Suïssa), situat a l'antic districte de Nidau i a l'actual Bienne.